# NGC 106
NGC 106 (ook wel PGC 1551) is een spiraalvormig sterrenstelsel in het sterrenbeeld Vissen die op ongeveer 274 miljoen lichtjaar afstand van de Aarde staat.
NGC 106 werd in 1886 ontdekt door de Amerikaanse astronoom Francis Preserved Leavenworth.